# Hanna Aronsson Elfman
Hanna Aronsson Elfman (29 dicembre 2002) è una sciatrice alpina svedese.

## Biografia
Attiva in gare FIS dal gennaio del 2019, la Aronsson Elfman ha esordito in Coppa Europa il 29 novembre 2019 a Trysil in slalom gigante (8ª) e in Coppa del Mondo il 15 febbraio 2020 a Kranjska Gora nella medesima specialità, senza completare la prova. Sempre in slalom gigante il 28 febbraio 2021 ha colto a Livigno il primo podio in Coppa Europa (2ª) e ai successivi Mondiali juniores di Bansko 2021 ha vinto la medaglia d'oro; ai XXIV Giochi olimpici invernali di Pechino 2022, suo esordio olimpico, si è classificata 13ª nella gara a squadre e non ha completato lo slalom gigante, mentre ai Mondiali juniores di Sankt Anton 2023 ha vinto la medaglia d'oro nello slalom gigante e nello slalom speciale e ai successivi Mondiali di Courchevel/Méribel 2023, sua prima presenza iridata, si è piazzata 10ª nello slalom speciale, 11ª nella gara a squadre, non ha completato lo slalom gigante e non si è qualificata per la finale nel parallelo. Il 22 febbraio 2024 ha conquistato a Malbun in slalom speciale la prima vittoria in Coppa Europa; ai Mondiali di Saalbach-Hinterglemm 2025 è stata 30ª nello slalom gigante e 17ª nello slalom speciale.

## Palmarès

### Mondiali juniores
- 3 medaglie:
  - 3 ori (slalom gigante a Bansko 2021; slalom gigante, slalom speciale a Sankt Anton 2023)

### Coppa del Mondo
- Miglior piazzamento in classifica generale: 38ª nel 2023

### Coppa Europa
- Miglior piazzamento in classifica generale: 7ª nel 2021
- 3 podi:
  - 2 vittorie
  - 1 secondo posto

#### Coppa Europa - vittorie
| Data             | Località  | Paese         | Specialità |
| ---------------- | --------- | ------------- | ---------- |
| 22 febbraio 2024 | Malbun    | Liechtenstein | SL         |
| 13 marzo 2024    | Norefjell | Norvegia      | SL         |

Legenda:

SL = slalom speciale

### Nor-Am Cup
- Miglior piazzamento in classifica generale: 19ª nel 2025
- 3 podi:
  - 1 vittoria
  - 1 secondo posto
  - 1 terzo posto

#### Nor-Am Cup - vittorie
| Data             | Località | Paese  | Specialità |
| ---------------- | -------- | ------ | ---------- |
| 15 dicembre 2024 | Panorama | Canada | GS         |

Legenda:

GS = slalom gigante

### South American Cup
- Miglior piazzamento in classifica generale: 4ª nel 2023
- 4 podi:
  - 1 vittoria
  - 1 secondo posto
  - 2 terzi posti

#### South American Cup - vittorie
| Data              | Località     | Paese     | Specialità |
| ----------------- | ------------ | --------- | ---------- |
| 14 settembre 2022 | Cerro Castor | Argentina | SL         |

Legenda:

SL = slalom speciale

### Campionati svedesi
- 6 medaglie:
  - 1 oro (slalom gigante nel 2025)
  - 2 argenti (slalom speciale nel 2022; slalom speciale nel 2023)
  - 3 bronzi (supergigante, slalom gigante, slalom speciale nel 2021)